# Nick Traina

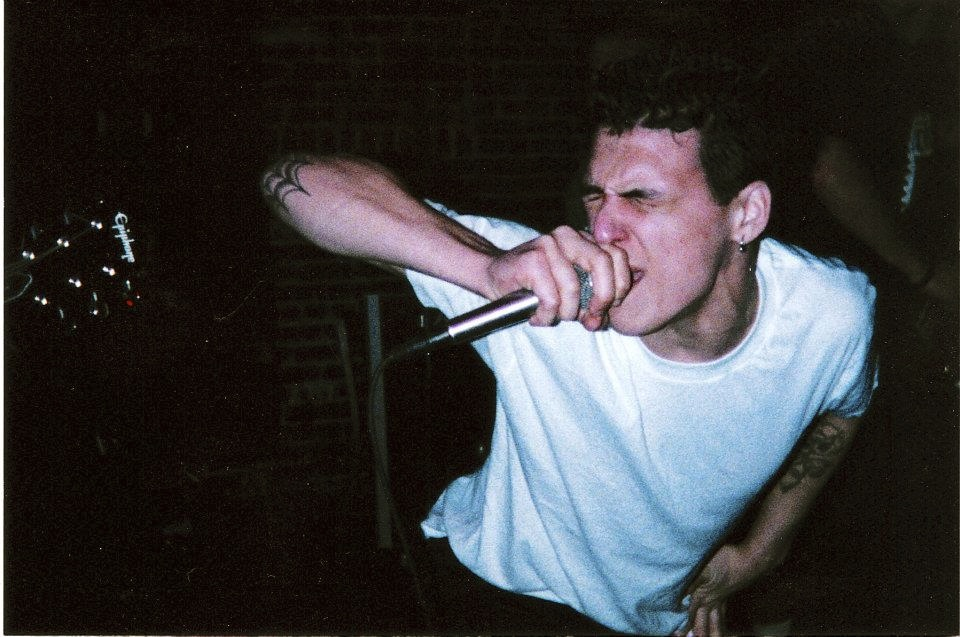
Nick Traina

Nicholas John Steel Traina, genannt Nick Traina (* 1. Mai 1978; † 20. September 1997) war ein US-amerikanischer Sänger; er war Leadsänger der Punk-Rock-Band Link 80.

## Leben und Wirken
Seine Mutter ist die Schriftstellerin Danielle Steel (* 1947), sein Vater war Steels dritter Mann William Toth, ein heroinsüchtiger Einbrecher, von dem sie sich scheiden ließ. Der Nachname Traina ist der seines Adoptivvaters John Traina. Nick Traina wuchs in San Francisco auf und besuchte dort die Town School for Boys.
Im Alter von 13 Jahren gründete er mit Max Leavitt zusammen seine erste Band Shanker.  Mit sechzehn Jahren schloss er sich der Band Link 80 an, bei der er drei Jahre lang war. Im August 1997 verließ er Link 80. Traina gründete eine neue Band mit dem Namen Knowledge.
Nick Traina war mehrmals in psychiatrischer Behandlung wegen Drogenmissbrauchs und wegen einer bipolaren Störung. Nach drei misslungenen Selbstmordversuchen nahm sich Traina mit 19 Jahren durch eine Überdosis Morphin das Leben.
Traina wurde auf dem Friedhof Cypress Lawn Memorial Park in Colma begraben. Seine größtenteils von Büschen und Bäumen umgebene Grabstätte umfasst neben mehreren Sitzbänken aus Marmor, die teilweise mit Inschriften versehen sind, und über zwei Marmorbögen auch noch über eine runde, etwa kniehohe Platte mit Trainas vollem Namen, seinen Lebensdaten und weiteren Inschriften, sowie über eine Glasvitrine mit Stofftieren und weiteren Erinnerungsstücken und das Grab seines Hundes Molly (1991–2004).
Seine Mutter Danielle Steel schrieb über sein Leben und den Kampf mit seiner Krankheit in ihrem 1998 erschienenen Buch His Bright Light: The Story of Nick Traina (deutsche Übersetzung Sein strahlendes Licht) und gründete nach seinem Tod die Nick Traina Foundation, die noch heute von ihr geführt wird.